# Leggotypie

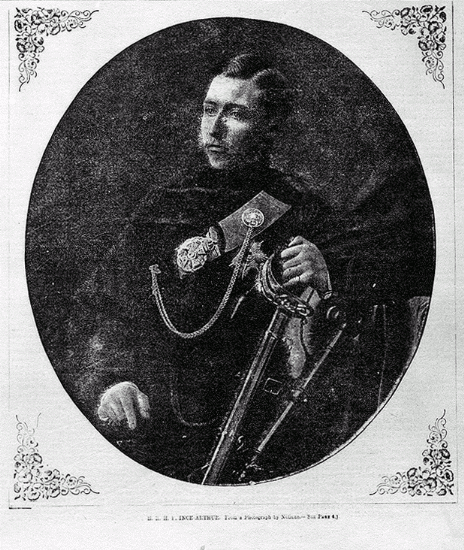
Princ Artur, první fotoreproduce v tisku (1869)

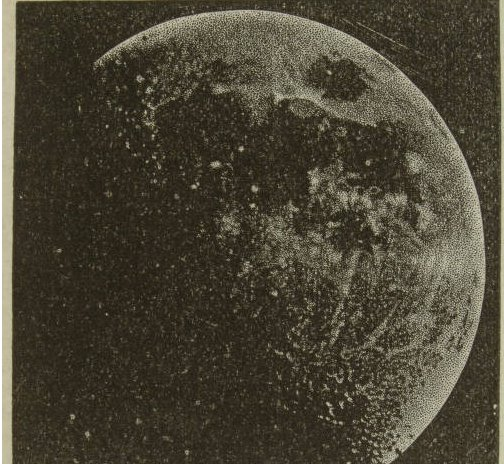
Polotónová leggotypie snímku Měsíce (1875)

Leggotypie byla technika reprodukce fotografie vynalezená Williamem Leggem roku 1865.
Vynález finančně podpořil George-Édouard Desbarats. Leggo dalším vylepšováním leggotypie dosáhl roku 1869 takového pokroku, že fotografie mohla být mechanicky převedena na tisk. Desbarats použil novou technologii pro tisk fotografických snímků ve svém týdeníku Canadian Illustrated News, který začal vycházet 30. října 1869. Na titulní straně prvního čísla byla vytištěna reprodukce rytiny prince Artura, syna královny Viktorie. Jde o první doložené použití reprodukované fotografie v tisku na světě.